# Wahlbezirk Österreich unter der Enns 48
Der Wahlbezirk Österreich unter der Enns 48 war ein Wahlkreis für die Wahlen zum Abgeordnetenhaus im österreichischen Kronland Österreich unter der Enns. Der Wahlbezirk wurde 1907 mit der Einführung der Reichsratswahlordnung geschaffen und bestand bis zum Zusammenbruch der Habsburgermonarchie.

## Geschichte
Nachdem der Reichsrat im Herbst 1906 das allgemeine, gleiche, geheime und direkte Männerwahlrecht beschlossen hatte, wurde mit 26. Jänner 1907 die große Wahlrechtsreform durch Sanktionierung von Kaiser Franz Joseph I. gültig. Mit der neuen Reichsratswahlordnung schuf man insgesamt 516 Wahlbezirke, wobei mit Ausnahme Galiziens in jedem Wahlbezirk ein Abgeordneter im Zuge der Reichsratswahl gewählt wurde. Der Abgeordnete musst sich dabei im ersten Wahlgang oder in einer Stichwahl mit absoluter Mehrheit durchsetzen. Der Wahlkreis Österreich unter der Enns 48 umfasste die Gerichtsbezirke Gaming, Scheibbs, Lilienfeld und Gutenstein, wobei die zum Wahlbezirk 41 gehörende Gemeinde Scheibbs sowie die zum Wahlbezirk 43 gehörende Gemeinde Lilienfeld vom Wahlbezirk ausgenommen war.
Aus der Reichsratswahl 1907 ging Matthäus Bauchinger (Christlichsoziale Partei) mit 69 Prozent der Stimmen im ersten Wahlgang als Sieger hervor. Bauchinger konnte sein Mandat bei der Reichsratswahl 1911 mit 58 Prozent erfolgreich verteidigen.

## Wahlen

### Reichsratswahl 1907
Die Reichsratswahl 1907 wurde am 14. Mai 1907 (erster Wahlgang) durchgeführt. Die Stichwahl entfiel auf Grund der absoluten Mehrheit von Bauchinger im ersten Wahlgang.
| Kandidat                                                                       | Partei                             | Wahlkreis- stimmen | Stimmen- anteil |
| ------------------------------------------------------------------------------ | ---------------------------------- | ------------------ | --------------- |
| Matthäus Bauchinger                                                            | Christlichsoziale Partei           | 7208               | 69,1 %          |
| Franz Kern                                                                     | Sozialdemokratische Arbeiterpartei | 2154               | 20,6 %          |
| Franz Hübl                                                                     | Deutsche Volkspartei               | 896                | 8,6 %           |
|                                                                                | deutsch-fortschrittlicher Kandidat | 44                 | 0,4 %           |
| Sonstige                                                                       |                                    | 136                | 1,3 %           |
| Wahlberechtigte: 11.275, Ungültige/Leere Stimmen: 260, Wahlbeteiligung: 94,9 % |                                    |                    |                 |

### Reichsratswahl 1911
Die Reichsratswahl 1911 wurde am 13. Juni 1911 (erster Wahlgang) durchgeführt. Die Stichwahl entfiel auf Grund der absoluten Mehrheit von Bauchinger im ersten Wahlgang.
| Kandidat                                                                       | Partei                             | Wahlkreis- stimmen | Stimmen- anteil |
| ------------------------------------------------------------------------------ | ---------------------------------- | ------------------ | --------------- |
| Matthäus Bauchinger                                                            | Christlichsoziale Partei           | 5858               | 58,0 %          |
| Karl Stummer                                                                   | deutsch-freiheitlicher Kandidat    | 2093               | 20,7 %          |
| Franz Kern                                                                     | Sozialdemokratische Arbeiterpartei | 2013               | 19,9 %          |
| Sonstige                                                                       |                                    | 130                | 1,3 %           |
| Wahlberechtigte: 11.121, Ungültige/Leere Stimmen: 404, Wahlbeteiligung: 94,4 % |                                    |                    |                 |